# Cascajal
Cascajal är en ort i Mexiko.   Den ligger i kommunen Zaragoza och delstaten Veracruz, i den sydöstra delen av landet, 500 km öster om huvudstaden Mexico City. Cascajal ligger 15 meter över havet och antalet invånare är 117.
Terrängen runt Cascajal är platt. Runt Cascajal är det ganska glesbefolkat, med 29 invånare per kvadratkilometer. Närmaste större samhälle är Minatitlán, 8,8 km nordost om Cascajal. Omgivningarna runt Cascajal är en mosaik av jordbruksmark och naturlig växtlighet.